# آينو (أسطورة)

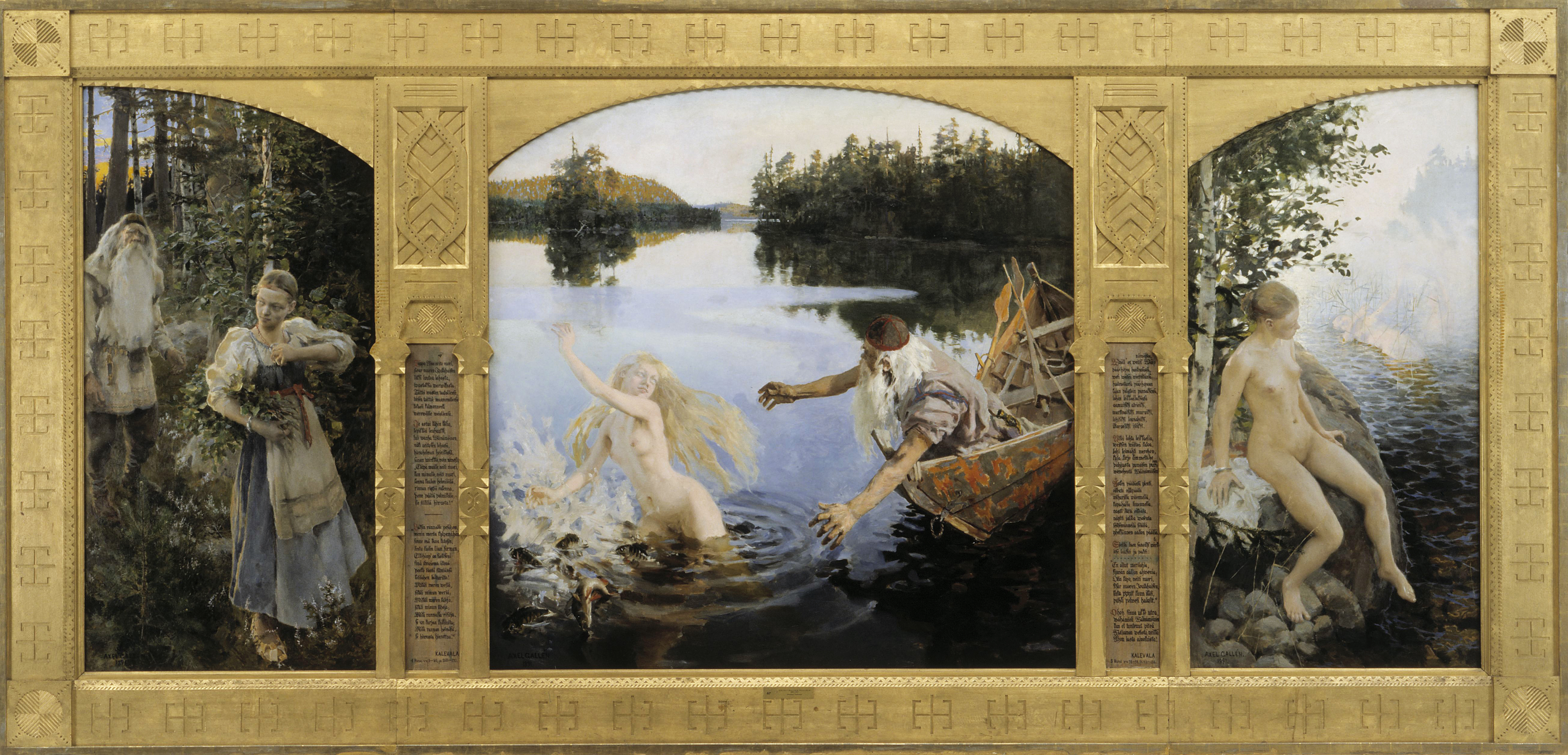
لوحة أسطورة آينو رسمها أكسيلي جالن-كاليلا عام 1891، مع زوجته ماري كنموذج. تصور القصة على ثلاث لوحات: الجزء الأيسر يدور حول أول لقاء بين فاينموينن وآينو في الغابة. الصورة اليمنى تصور آينو الحزينة وهي تبكي على الشاطئ وتستمع إلى نداء خادمات فيلامو اللواتي يلعبن في الماء. تصور اللوحة المركزية الصياد فيناموينن بعد أن رمى سمكة صغيرة، وتبين الآن أنها آينو.

آينو هي شخصية أسطورية في الملحمة القومية الفنلندية كاليفالا. وكانت أخت جوكاهاينن، وكانت ذات حُسن وجمالٍ. بعد أن خسر شقيقها في منافسة غنائية أمام فايناموينين، نصف الإله، وعده بأن يزوجها له إن هو أنقذه من الغرق في المستنقع الذي سيُلقى فيه. كانت والدة آينو سعيدة بفكرة زواج ابنتها من هذا الشخص المشهور، لكن آينو لم ترغب في الزواج من هذا الرجل العجوز. وبدلاً من الخضوع لهذا المصير، أغرقت آينو نفسها (أو انتهى بها الأمر باعتبارها نكسي). لكنها عادت إلى الحياة على شكل نوع من أنواع السمك المفترس.